# 照明技師
照明技師（しょうめいぎし）は、映画を中心とした映像製作における撮影の分野での照明の設計・表現を行う職能における総責任者（英: Lighting designer、Master electrician）である。映画製作のシステムは国によって異なり、本項では、とくに日本の照明技師について詳述する。日本以外、とくにハリウッドの照明技術者についてはガファー（Gaffer）を参照。

## 略歴・概要
照明技師は、サイレント映画の時代、人工照明を使用すると同時に誕生した職能である。
日本の黎明期の映画撮影においては、撮影技師・照明技師・編集技師・現像技師の職能が未分化であり、吉沢商店の流れを汲み1913年（大正2年）10月にオープンした日活向島撮影所では、「技手」と呼ばれる撮影技師が、映画製作における技術部門をすべて兼務していた。1908年（明治41年）にオープンした吉沢商店目黒行人坂撮影所、日活向島撮影所にはガラス張りの巨大なグラスステージがあり、自然光を使用したセット撮影が行われていた。
1920年（大正9年）、松竹キネマ（現在の松竹）がオープンした松竹蒲田撮影所では、巨大なレフ板を使用しており、照明設計の仕事が発生しはじめている。1922年（大正11年）に製作・公開された田中栄三監督の『京屋襟店』のセット撮影では、従来のかんたんな「カネ折り」のセットではなく、呉服店の店舗を再現する複雑なセットが建てられ、人工照明が用いられている。1923年（大正12年）9月1日の関東大震災でグラスステージは崩壊し、その後、人工照明が必要に迫られ、照明設計の仕事が拡大した。1929年（昭和4年）の牧野省三没後、京都のマキノ・プロダクションが発表した新体制の組織図には「照明部」はなく、「電気主任」がそれに相当する。1936年（昭和11年）1月に陣容を発表したマキノトーキー製作所の組織図には「照明部」が存在し、山下直一、岸田九一郎、加藤庄之亟、小林健一、長友遥、倉田茂雄、生島猛の名が挙げられている。
現在の日本における照明技師は、ハリウッドのシステムにおけるガッファー（英: Gaffer）に相当する。英語のLighting designerの語は照明デザイナーに相当し、舞台照明の範疇である。日本の照明技師の仕事は、ハリウッド等における撮影監督の指揮命令系統下にあるのではなく、撮影技師に対して対等である。日本アカデミー賞には優秀な作品に貢献した照明技師に与えられる「照明賞」があり、撮影技師に与えられる「撮影賞」とともにセットで投票、授与が行われる。
日本の映画の職能においては、映画監督、撮影技師（撮影監督）、美術デザイナー、編集技師、スクリプターとともに「メインスタッフ」にカテゴライズされる。職能団体は1959年（昭和34年）に「日本映画照明新人協会」として発足した日本映画テレビ照明協会である。同協会は、日本映画撮影監督協会、日本映画・テレビ美術監督協会、日本映画･テレビ録音協会、日本映画テレビ編集協会、日本映画テレビスクリプター協会とともに日本映画メインスタッフ連合会、さらに日本映画監督協会を加えて日本映像職能連合を構成している。

## 照明助手
照明助手（しょうめいじょしゅ）とは、照明技師の助手であり、撮影クルーのパート名としての「照明部」に所属する。おもに撮影の現場において、ライト、レフ板等の照明機材を設置・操作し、俳優を中心とした照明設計の実務を行う。ハリウッドでいうベスト・ボーイ（英: Best boy）と、特機部・照明部の一部を負う職能であるグリップ（英: Grip）の照明部分の仕事を負う。日本の撮影現場における1クルーあたりの照明助手の人数は、チーフ照明助手から数えて5-6人が通常である。

## おもな照明技師
- 中村裕樹
- 石井長四郎
- 長田達也
- 岸田九一郎
- 佐野武治
- 島田忠昭
- 山下直一
- 加藤庄之亟
- 小林健一
- 長友遥
- 倉田茂雄
- 生島猛
- 岩木保夫 [8]
- 岡本健一 [9]
- 中嶋康夫
- 高松宣明
- 蓮本正俊
- 森弘充
- 藤林甲
- 伊藤幸夫
- 山口虎男
- 石井長四郎
- 平田光治
- 下村一夫
- 熊谷秀夫
- 佐野武治